# 2015-ös angol labdarúgó-szuperkupa
A 2015-ös angol labdarúgó-szuperkupa, más néven FA Community Shield a 93. kiírás; egy labdarúgó mérkőzés a 2014-15-ös bajnokság és a 2014-15-ös FA-Kupa győztese között. A mérkőzést a londoni Wembley Stadionban rendezik 2015 augusztusában, a két résztvevő a 2014-15-ös Premier League bajnoka, a Chelsea, és a 2014-15-ös FA-Kupa győztese, az Arsenal lesz. A mérkőzést 1 – 0-ra nyerte meg a Arsenal. Ezzel a Arsenal történelme során 14-szer vihette haza a trófeát.

## A mérkőzés
Az első félidőben sokáig biztonsági játékot mutattak be a csapatok. Sok átadást láttunk, helyzetet viszont szinte alig. Ezért is ért szinte mindenkit váratlanul, hogy a 24. percben vezetést szerzett az Arsenal. A nagyon egyedül hagyott Oxlade-Chamberlain szép egyéni megmozdulás után pazarul lőtte ki a jobb felső sarkot. A Diego Costa nélkül játszó Chelsea-t megfogta a gól, nehezen ébredt a kábulatból. A 36. percben mégis egyenlíthetett volna, ha Ramires 5 méterről nem fejel fölé. Az első félidő úgy ért véget, hogy különösebb lehetőséget már nem lehetett feljegyezni egyik oldalon sem.
A második félidőben Mourinho cserékkel akarta felrázni a csapatát. Ez részben sikerült is neki, hiszen a Chelsea többet támadott, és aktívabban szőtte a támadásait, de ziccerbe nem tudtak kerülni a kékek. Bejött Falcao is, hogy erőszakos játékával valahogyan gólt találjon, de rés csak nem akart keletkezni az Arsenal védőfalán. Az utolsó negyedórában már kétségbeesetten támadt a Chelsea, ezzel is felkínálta a lehetőséget az Arsenalnak a kontrákra. A 86. percben előbb Cazorla, majd Ramsey lőhetett volna gólt, de egyikük sem tette, az utolsó percek Chelsea-támadásait viszont sikerült kivédekezni. A Chelsea alig jelentett veszélyt az Arsenal kapujára, így teljesen jogosan kellett fejet hajtania. Ezzel megtört végre Arsène Wenger átka, a tizennegyedik meccsén megverte Mourinho csapatát, az Arsenal sorozatban negyedszer nyerte meg a szuperkupát.
A mérkőzés emberének a mérkőzés egyetlen gólját szerző Alex Oxlade-Chamberlaint választották meg.

### Részletek
| 2015. augusztus 2. 15:00 BST | Arsenal                | 1–0         | Chelsea | Wembley Stadion, London Nézőszám: 85,437 Játékvezető: Anthony Taylor |
| 2015. augusztus 2. 15:00 BST | Oxlade-Chamberlain 24' | Jegyzőkönyv |         | Wembley Stadion, London Nézőszám: 85,437 Játékvezető: Anthony Taylor |

| Arsenal | Chelsea |

| GK            | 33 | Petr Čech               |     |     |
| RB            | 24 | Héctor Bellerín         |     |     |
| CB            | 4  | Per Mertesacker (csk)   |     |     |
| CB            | 6  | Laurent Koscielny       |     |     |
| LB            | 18 | Nacho Monreal           |     |     |
| CM            | 34 | Francis Coquelin        | 67' |     |
| CM            | 19 | Santi Cazorla           |     |     |
| RW            | 15 | Alex Oxlade-Chamberlain |     | 77' |
| AM            | 16 | Aaron Ramsey            |     |     |
| LW            | 11 | Mesut Özil              |     | 82' |
| CF            | 14 | Theo Walcott            |     | 66' |
| Cserék:       |    |                         |     |     |
| GK            | 26 | Damián Martínez         |     |     |
| DF            | 2  | Mathieu Debuchy         |     |     |
| DF            | 3  | Kieran Gibbs            |     | 82' |
| DF            | 5  | Gabriel                 |     |     |
| MF            | 8  | Mikel Arteta            |     | 77' |
| FW            | 12 | Olivier Giroud          |     | 66' |
| FW            | 45 | Alex Iwobi              |     |     |
| Edző:         |    |                         |     |     |
| Arsène Wenger |    |                         |     |     |

| GK            | 13 | Thibaut Courtois   |     |     |
| RB            | 2  | Branislav Ivanović |     |     |
| CB            | 24 | Gary Cahill        |     |     |
| CB            | 26 | John Terry (csk)   |     | 82' |
| LB            | 28 | César Azpilicueta  | 65' | 69' |
| DM            | 7  | Ramires            |     | 54' |
| DM            | 21 | Nemanja Matić      |     |     |
| CM            | 4  | Cesc Fàbregas      |     |     |
| RW            | 22 | Willian            |     |     |
| LW            | 10 | Eden Hazard        |     |     |
| CF            | 18 | Loïc Rémy          |     | 46' |
| Cserék:       |    |                    |     |     |
| GK            | 1  | Asmir Begović      |     |     |
| DF            | 5  | Kurt Zouma         |     | 69' |
| MF            | 8  | Oscar              |     | 54' |
| MF            | 11 | Juan Cuadrado      |     |     |
| MF            | 12 | John Obi Mikel     |     |     |
| MF            | 20 | Victor Moses       |     | 82' |
| FW            | 9  | Radamel Falcao     |     | 46' |
| Edző:         |    |                    |     |     |
| José Mourinho |    |                    |     |     |

| JÁTÉKVEZETŐK: - Asszisztensek: - Gary Beswick - John Brooks - Negyedik játékvezető: Roger East (Wiltshire) | SZABÁLYOK - 90 perc. - Büntetőpárbaj, ha az állás a rendes játékidő után is döntetlen. - Hét nevezett cserejátékos. - Legfeljebb hat cserelehetőség. |

## Lásd még
- 2014–2015-ös angol labdarúgó-bajnokság (első osztály)
- 2014–2015-ös angol labdarúgókupa